# Petrona Eyle
Petrona Eyle (Baradero, provincia de Buenos Aires, 18 de enero de 1866-Buenos Aires, 12 de abril de 1945) fue una médica y feminista argentina, destacada por la defensa de los derechos de las mujeres en su país.

## Biografía
Era hija de los primeros colonos suizos que se radicaron en la zona central de la provincia de Buenos Aires, aproximadamente entre 1856 y 1860. Beneficiados por el reparto de tierras dadas a los inmigrantes, la familia Eyle se radicó en la zona de Baradero, en el noreste de la provincia, donde nació Petrona.
En 1882 ingresó al Colegio Nacional de Concepción del Uruguay completando allí sus estudios y donde recibió, en 1886, el título de maestra normal. Hoy un sector de la prestigiosa Biblioteca fundada por Justo José de Urquiza lleva su nombre.
En 1887 fue enviada a Suiza para hacer sus estudios de medicina finalizando los mismos en 1891, con 25 años. Para su graduación presentó una tesis titulada Anomalías de las orejas de los delincuentes escrita en alemán e inglés.
En 1893, regresó a la Argentina y revalidó su título en la Universidad de Buenos Aires en agosto de 1893, junto a Rosa Pavlovsky de Rosemberg. Comenzó luego a trabajar en los hospitales públicos. Allí se inició como militante feminista luciéndose por su prédica a favor de la mejora de la situación de la mujer.
En 1901 organizó el "Consejo Argentino de Mujeres" y en 1910, junto a Cecilia Grierson, fundó la "Asociación Universitarias argentinas" en Buenos Aires, donde en ese año se realizaron las celebraciones por el centenario del nacimiento de la Argentina. Aprovechando los festejos de los cien años de la Revolución de Mayo, organizó el Primer Congreso Feminista Internacional con un rotundo éxito.
La "Asociación Universitarias argentinas" presentó numerosas iniciativas al Congreso Nacional como la Protección a la Maternidad (1903), Sanidad y Asistencia Social (1906), Jubilación del Magisterio (1907), Igualdad de Derechos Civiles para la Mujer (1919), entre otras.
En 1924 fundó la "Liga contra la trata de blancas" pues Argentina se caracterizaba en ese tiempo como un gran mercado de mujeres según la crónica del Comité Internacional contra la Trata de Blancas, que dependía de la Sociedad de Naciones.
Petrona Eyle, como presidenta de dicha Liga, bregó por el derecho de los niños, los cuales sufrían, según su informe escrito enviado al Presidente Marcelo T. de Alvear: abusos descontrolados, marginalidad, explotación, trabajo descontrolado al que eran sometidos, embarazos tempranos producto de violaciones, abuso sexual o prostitución de menores desde los diez años.
A los 65 años inició la revista Nuestra causa, de la cual fue su primera directora. Desde este medio periodístico del movimiento feminista defendió tenazmente el derecho de la mujer al voto, a la intervención activa en los movimientos políticos y la viabilidad de ocupar cargos públicos.
Su gran activismo tuvo su recompensa dos años después de su fallecimiento, ya que en 1947 las mujeres argentinas obtuvieron su derecho al voto. Una calle de Buenos Aires, en el barrio de Puerto Madero, lleva su nombre, en homenaje a su incansable lucha por los derechos de las mujeres.
El 18 de enero de 2021, Google la homenajeó dedicándole el doodle de su página principal.